# N-sphère

La sphère au sens usuel est l'hypersphère de dimension 2 (appelée aussi 2-sphère) dans l'espace euclidien de dimension 3.

En géométrie, la sphère de dimension n, l'hypersphère ou n-sphère est une généralisation de la sphère à un espace euclidien de dimension quelconque. L'hypersphère constitue un des exemples les plus simples de variété, elle est plus précisément une hypersurface de l'espace euclidien {\displaystyle \mathbb {R} ^{n+1}}, notée en général {\displaystyle \mathbb {S} ^{n}}.

## Définition
Soient E un espace euclidien de dimension n + 1, A un point de E, et R un nombre réel strictement positif. On appelle hypersphère de centre A et de rayon R l'ensemble des points M dont la distance à A vaut R.
Étant donné un repère affine orthonormé, quitte à effectuer une translation, ce qui ne change rien aux propriétés géométriques, il est possible de se ramener à une hypersphère centrée en l'origine, dont l'équation s'écrit alors
{\displaystyle \sum _{i=1}^{n+1}x_{i}^{2}=R^{2}}.
Par exemple :
- pour le cas n = 0, l'hypersphère est constituée de deux points d'abscisses respectives R et –R ;
- pour le cas n = 1, l'hypersphère est un cercle ;
- pour le cas n = 2, l'hypersphère est une sphère au sens usuel.

(Pour un paramétrage de l'hypersurface ainsi définie, voir « Coordonnées hypersphériques ».)

## Propriétés

### Volume
Le volume (ou, plus précisément, la mesure de Lebesgue) de l'espace délimité par une hypersphère de dimension n – 1 et de rayon R, qui est une boule euclidienne de dimension n, vaut :
{\displaystyle V_{n}={\pi ^{n/2}R^{n} \over \Gamma (n/2+1)}},
où {\displaystyle \Gamma } désigne la fonction gamma.
En particulier, on a :
|                       | n pair                                                                           | n impair                                                                                     |
| {\displaystyle V_{n}} | {\displaystyle {\frac {\pi ^{\frac {n}{2}}R^{n}}{\left({\frac {n}{2}}\right)!}}} | {\displaystyle 2^{(n+1)/2}{\frac {\pi ^{\frac {n-1}{2}}R^{n}}{1\cdot 3\cdot \dots \cdot n}}} |
| --------------------- | -------------------------------------------------------------------------------- | -------------------------------------------------------------------------------------------- |

Le tableau suivant donne les valeurs du volume des 8 premières boules de dimension n et de rayon 1 :
| n | Valeur du volume                          | Valeur du volume          |
| n | exacte                                    | approchée                 |
| - | ----------------------------------------- | ------------------------- |
| 1 | {\displaystyle 2}                         | {\displaystyle 2}         |
| 2 | {\displaystyle \pi }                      | {\displaystyle 3{,}14159} |
| 3 | {\displaystyle {\frac {4}{3}}\pi }        | {\displaystyle 4{,}18879} |
| 4 | {\displaystyle {\frac {1}{2}}\pi ^{2}}    | {\displaystyle 4{,}93480} |
| 5 | {\displaystyle {\frac {8}{15}}\pi ^{2}}   | {\displaystyle 5{,}26379} |
| 6 | {\displaystyle {\frac {1}{6}}\pi ^{3}}    | {\displaystyle 5{,}16771} |
| 7 | {\displaystyle {\frac {16}{105}}\pi ^{3}} | {\displaystyle 4{,}72478} |
| 8 | {\displaystyle {\frac {1}{24}}\pi ^{4}}   | {\displaystyle 4{,}05871} |

Le volume d'une telle boule est maximal pour n = 5. Pour n > 5, le volume est décroissant quand n augmente et sa limite à l'infini est nulle :
{\displaystyle \lim _{n\to \infty }V_{n}=0}.
L'hypercube circonscrit à l'hypersphère unité possède des arêtes de longueur 2 et un volume 2n ; le rapport entre les volumes d'une boule et de l'hypercube inscrit (de côté {\displaystyle 2/{\sqrt {n}}}) est croissant en fonction de n.

### Aire
L'aire de l'hypersphère de dimension n−1 et de rayon R peut être déterminée en prenant la dérivée par rapport au rayon R du volume Vn :
{\displaystyle S_{n-1}={\frac {\mathrm {d} V_{n}}{\mathrm {d} R}}={\frac {nV_{n}}{R}}={\frac {2\pi ^{\frac {n}{2}}R^{n-1}}{\Gamma ({\frac {n}{2}})}}}.
{\displaystyle S_{n}={\frac {2\pi ^{\frac {n+1}{2}}R^{n}}{\Gamma ({\frac {n+1}{2}})}}}.
|                       | n pair                                                                                       | n impair                                                                                             |
| {\displaystyle S_{n}} | {\displaystyle 2^{{\frac {n}{2}}+1}{\frac {\pi ^{\frac {n}{2}}R^{n}}{1\cdot 3\cdots (n-1)}}} | {\displaystyle {\frac {\pi ^{\frac {n+1}{2}}R^{n}}{{\frac {1}{2}}\,\left({\frac {n-1}{2}}\right)!}}} |
| --------------------- | -------------------------------------------------------------------------------------------- | --- |

La n-sphère unité {\displaystyle \mathbb {S} ^{n}} a donc pour aire :
{\displaystyle {\frac {2\pi ^{\frac {n+1}{2}}}{\Gamma ({\frac {n+1}{2}})}}~.}
Le tableau suivant donne les valeurs de l'aire des 7 premières n-sphères de rayon 1 :
| n | Aire de {\displaystyle \mathbb {S} ^{n}} | Aire de {\displaystyle \mathbb {S} ^{n}} |
| n | exacte                                   | approchée                                |
| - | ---------------------------------------- | ---------------------------------------- |
| 1 | {\displaystyle 2\pi }                    | {\displaystyle 6{,}28318}                |
| 2 | {\displaystyle 4\pi }                    | {\displaystyle 12{,}56637}               |
| 3 | {\displaystyle 2\pi ^{2}}                | {\displaystyle 19{,}73920}               |
| 4 | {\displaystyle {\frac {8}{3}}\pi ^{2}}   | {\displaystyle 26{,}31894}               |
| 5 | {\displaystyle \pi ^{3}}                 | {\displaystyle 31{,}00627}               |
| 6 | {\displaystyle {\frac {16}{15}}\pi ^{3}} | {\displaystyle 33{,}07336}               |
| 7 | {\displaystyle {\frac {1}{3}}\pi ^{4}}   | {\displaystyle 32{,}46969}               |

L'aire de la n-sphère unité est maximale pour n = 6. Pour n > 6, l'aire est décroissante quand n augmente et sa limite à l'infini est nulle :
{\displaystyle \lim _{n\to \infty }S_{n}=0}.